# 码口镇
码口镇，是中华人民共和国云南省昭通市永善县下辖的一个乡镇级行政单位。
2012年9月19日，云南省人民政府批复同意撤销码口乡，设立码口镇。

## 行政区划
码口镇下辖以下地区：
码口村、雪金村、玉马村、黑武村、黑甲村、犀牛村、烟坪村、新营村、利其村和新民村。